# 马塞尔·扬森
马塞尔·扬森（德語：Marcell Jansen，1985年11月4日—），德国足球运动员，司职左后卫或左中場。

## 生平
扬森是出身于德甲中下游球會门兴格拉德巴赫，於2004-05年球季被提拔上一隊。雖然名義上他是左後衛，但同時也可串演左中場甚至前鋒。扬森在4年中共为慕遜加柏出战73场，攻入5球，但一直未能受到豪门球队的关注。直到2006-07年球季门兴格拉德巴赫降落德乙，他才於2007年以900万欧元的价格加盟德甲班霸拜仁慕尼黑。
在拜仁，扬森本被计划作为原主力菲利普·拉姆的替补。但由于拉姆该赛季转会傳聞不断，且表現不尽理想，使扬森開始受到主教练希斯菲尔德的信任。2007-08年下半季，扬森在拜仁扮演的关键的角色，帮助球队赢得2008年德国杯和当季联赛冠军。
2006年扬森入選德國國家隊，参加2006年世界杯。但因为竞争对手拉姆发挥出色，扬森只有在對葡萄牙的世界杯季軍争夺戰中才正選出場。2008年歐洲國家盃时他也入選國家隊，并在首兩場小組賽正選上陣。在第二場德国对克羅地亞的比赛中，由于扬森的失误，致使球队以1-2负于对手，使他失去了主教练约阿希姆·勒夫的信任，在其后的比赛中失去了主力位置。他在德國對聖馬利諾的一場友誼賽上打入他迄今為止唯一的國家隊進球。 
2008年8月，汉堡正式宣布扬森加盟。根据图片报披露的消息，扬森的转会费大约在800万欧元左右。
2015年7月29日，年仅29岁的扬森选择退役。

## 榮譽
- 德甲聯賽冠軍：2007-08